# 蒙蒂尼昂康布雷西
蒙蒂尼昂康布雷西（法語：Montigny-en-Cambrésis）是法国北部-加来海峡大区诺尔省的一个市镇，属于康布雷区克拉里县。该市镇2009年时的人口为562人。

## 人口
蒙蒂尼昂康布雷西人口变化图示
| 数据来源：INSEE |